# Mangualde
Mangualde es una ciudad portuguesa en el distrito de Viseu, Región Centro y comunidad intermunicipal de Viseu Dão-Lafões, con cerca de 8900 habitantes.

## Geografía
Es sede de un municipio con 220,72 km² de área y 18 303 habitantes (2021), subdividido en 12 freguesias. El municipio está limitado al norte por el municipio de Penalva do Castelo, al este por Fornos de Algodres, al sudeste por Gouveia, al sur por Seia, al sudoeste por Nelas y al noroeste por Viseu. 

## Historia
En 1102 fue concedido una carta foral al condado por el Conde D. Henrique.
Hasta el siglo XIX se llamó Azurara da Beira.

## Demografía
| Gráfica de evolución demográfica de Mangualde entre 1849 y 2021 |
|                                                                 |
| Datos según el nomenclátor publicado por el INE portugués.      |

## Freguesias
Las freguesias de Mangualde son las siguientes:
- Abrunhosa-a-Velha
- Alcafache
- Cunha Baixa
- Espinho
- Fornos de Maceira Dão
- Freixiosa
- Mangualde, Mesquitela e Cunha Alta
- Moimenta de Maceira Dão e Lobelhe do Mato
- Quintela de Azurara
- Santiago de Cassurrães e Póvoa de Cervães
- São João da Fresta
- Tavares (Chãs, Várzea e Travanca)